# Гидроселенат неодима(III)
Гидроселенат неодима(III) — неорганическое соединение,
кислая соль металла неодима и селеновой кислоты
с формулой Nd(HSeO4)3,
кристаллы.

## Получение
- Растворение оксида в избытке селеновой кислоты:

{\displaystyle {\mathsf {Nd_{2}O_{3}+6H_{2}SeO_{4}\ {\xrightarrow {}}\ 2Nd(HSeO_{4})_{3}+3H_{2}O}}}

## Физические свойства
Гидроселенат неодима(III) образует кристаллы
гексагональной сингонии,
пространственная группа P 63/m,
параметры ячейки a = 0,9561 нм, c = 0,6058 нм, Z = 2
.